# Dave 'Baby' Cortez
Dave 'Baby' Cortez, geboren als David Cortez Clowney (Detroit, 3 augustus 1938 – New York, 31 mei 2022), was een Amerikaanse r&b-organist.

## Carrière
Clowney leerde net als zijn vader piano spelen. Na tien jaar wisselde hij naar het orgel. Midden jaren 1950 speelde en zong hij in de band Pearls (1955-1957). Daarna bracht labeleigenaar Paul Winley hem samen met de doowopgroep The Jesters, waarbij hij arrangeur en begeleidingsmuzikant werd. Als studiomuzikant speelde hij voor Gladys Knight & the Pips, The Isley Brothers en The Chantels, met Little Anthony & the Imperials ging hij op tournee. Daarnaast kreeg hij ook de gelegenheid voor solo-plaatopnamen.
Eerst probeerde hij het als David Clowney. In 1958 nam hij dan het instrumentale nummer The Happy Organ op, dat hij zelf had geschreven met Ken Wood en James J. Kriegsman en noemde hij zich Dave 'Baby' Cortez. De melodie was een aanpassing van het kinderlied Short'nin' Bread en de nieuwe versie heette oorspronkelijk The Dog and the Cat. Het was bedoeld als poprock-zangnummer met pianobegeleiding. Clowney probeerde het met zijn hammondorgel en had daarmee de eerste grote r&b-hit met een orgel, met een nummer 1-klassering in de Amerikaanse Billboard Hot 100.
Met The Whistling Organ lieten de drie auteurs nog een single in dezelfde stijl volgen, die echter slechts de hitlijst haalde met een 61e plaats. Er volgden nog talrijke singles, zonder dat daar echter een hit uit voortkwam, maar na een wissel naar Chess Records kwam het succes echter terug. De eerste single bereikte drie jaar na zijn laatste hit de top 10 van de hitlijst. Het samen met Paul Winley geschreven Rinky Dink was een instrumentaal nummer in de stijl van chachacha.
Tot eind 1963 kon Cortez nog enkele hitklasseringen boeken, daarna werd het, ook door de aanvang van de Britse invasie, rustiger rondom hem. Er verschenen nog enkele lp's bij verschillende labels en in 1973 had hij met Someone Has Taken Your Place nog een r&b-top 50-hit. Eind jaren 1970 trok hij zich echter terug uit de muziekbusiness.
Cortez overleed op 31 mei 2022 op 83-jarige leeftijd, ruim drie jaar voordat zijn overlijden bekend werd gemaakt.

## Discografie

### Singles
- 1956: Movin' 'n' Groovin' / Soft Lights (als David Clowney)
- 1957: Hoot Owl / Shakin' (als David Clowney)
- 1958: Honey Baby / You Give Me the Heebie Jeebies (als Baby Cortez)
- 1958: You're the Girl / Eeny Meeny Miney Mo
- 1958: The Happy Organ
- 1959: The Whistling Organ
- ????: Piano Shuffle / It's a Sin to Tell a Lie
- ????: Dave's Special / Whispers
- ????: Deep in the Heart of Texas
- ????: I'm Happy / You're the Girl
- ????: Cat Nip
- ????: The Shift / Hurricane
- ????: Summertime / Walking with You
- ????: Tootsie / Second Chance
- 1962: Rinky Dink
- 1962: Happy Weekend
- 1962: Fiesta
- ????: Tweedle Dee / Gift of Love
- 1963: Hot Cakes
- 1963: Organ Shout
- ????: Happy Feet / Gettin' to the Point
- ????: You're Just Right / Let Me Come Home
- 1973: Someone Has Taken Your Place

- Bibliothèque nationale de France: cb14166671r (data)
- Gemeinsame Normdatei: 134351169
- International Standard Name Identifier: 0000 0000 7364 9004
- Library of Congress Control Number: n96004597
- MusicBrainz: ed901e86-9ea4-4b44-b1e1-b27513bbd222
- Nationale Bibliotheek van Tsjechië: xx0217337
- Virtual International Authority File: 28789214
- WorldCat: E39PBJrCdb4xbcvXCxHBqGdfbd